# Czardym
Czardym (ros. Чардым; t. Сокурка, Sokurka) – rzeka w południowej Rosji przeduralskiej (obwód saratowski), lewy dopływ Wołgi w zlewisku Morza Kaspijskiego. Długość – 97 km, powierzchnia zlewni – 1460 km². 
Źródła na wododziale Wołgi i Donu w centralnej części Wyżyny Nadwołżańskiej. Uchodzi do Zbiornika Wołgogradzkiego na Wołdze, powyżej Saratowa. Ostatni większy lewy dopływ Wołgi (1005 km od ujścia).